# Ана Фелдман
Ана Фелдман (Београд, око 1843) или како су је у Београду понекад звали, Анка Фелдманова била је прва жена фотограф у Србији и једина жена која се појављује у српској фотографији у 19. веку.

## Младост
Подаци о Ани Фелдман, првој жени фотографу у Србији, веома су штури. Из доступних извора зна се да је била јеврејског порекла, највероватније рођена у Београду, на Дорћолу, око 1843. године. Отац јој је био кројач, па је као сасвим млада и она почела да ради као кројачица. Већ тада се заинтересовала за фотографију, када је упознала бечког фотографа Николауса Штокмана, који је као путујући дагеротипист, а касније и калотипист, био чест посетилац Београда. Понесена страшћу за фотографијом Ана 1862. године одлази у Беч где покушава, ослањајући се на податке са Штокманове посетнице, покушава да пронађе његов атеље. Нажалост, испоставило се да је на посетници адреса атељеа који је, како се обично радило у то време, мењао просечно три власника за једну годину. Немајући куд даље, Анка се запослила као кројачица, што је једино и знала да ради. Ипак, убрзо упознаје бечког фотографа Карла Геца, који ју је примио за помоћну радницу у свом атељеу.

## Фотографски рад
У Гецовом атељеу Ана је у почетку радила једноставне послове. Научила да лепи фотографије на картоне, али је лагано почела да савладава тајне фотографског заната. Уз то, научила је и да мења адресе, као и да као српски држављанин стрпљиво подноси сталну присмотру полиције. У Бечу је живела до 30. априла 1865. године на различитим адресама, а онда се вратила у Београд опремљена апаратима и хемикалијама. Већ вична портретисању, у Београду је у августу исте године Ана започела свој први самостални посао. Даје оглас у часопису Видовдан, у ком нуди снимање фотографија формата посетнице по цени од "9 цванцика", што је била нижа цена у односу на конкуренцију у граду. Тим потезом Ана је већ на самом почетку своје београдске каријере успела да се завади са свим београдским фотографима. Али то јој у почетку није сметало јер је стекла "добре везе у вишим круговима". До своје двадесетпете године стигла је да упозна и Феликса Каница, па чак и да прави фотографије за њега, иако је Каниц није касније поменуо у својим књигама. Истовремено је ступила у "веома близак контакт" са извесном високом личношћу српске војне елите, од које је у годинама које су наступале добијала сталну новчану потпору. У Београду остаје до јесени 1866. године, снимајући врло неконвенционално, са једним платном као позадином, официре, војнике, грађане... Не зна се како је Ана прошла у послу у Београду, али се зна да је снимила велики број фотографија младих официра српске војске и жандармерије. Толико се често налазила у њиховом друштву и снимала њихове ликове и фигуре, да су се у лето 1866. године Београдом пронеле гласине да је Фелдманова аустријска шпијунка.
У касну јесен 1866. године Ана се враћа у Беч. Тада је, први пут после првог сусрета у Београду, видела и свог бившег познаника Штокмана. Иако ожењен, покушао је да код Анке поврати некадашњу наклоности, али она одлази свом старом познанику и послодавцу Карлу Гецу. Штокман и Гец су се посвађали, али није познато да ли само због Ане или и из конкурентских разлога и старих неизмирених рачуна, али се зна да се Штокман повукао тек кад му је Гец за малу суму уступио свој бечки атеље и у мају 1867. године са Аном отишао у Задар, главни град тадашње аустријске покрајине Далмације.

### Задарски период
О периоду живота који је Ана Фелдман провела у Задру зна се нешто више, јер је у вези са овим боравком између Задра и Беча вођена преписка и полемика, у којој је анализирана чак и природа њеног односа са Гецом.
Крајем маја 1867. године Карл Гец представио се у Задру као власник фотографског атељеа Бечу, и изразио жељу да са својом сарадницом отвори фотографски атеље. У задарском Намесништву су одуговлачили са одговором, док не прибаве информације из Беча, а Окружном поглаварству дали су инструкцију за даље вођење поступка, у којој посебно истичу:
| „ | Како се ради о особама о чијој прошлости нема информација, и које би, с обзиром на професију, могле доћи у најразличитије контакте с најбољим дијелом становништва, побрините се (…) њихово кретање држати на оку, особито у првоме раздобљу њихова боравка, разумије се уз прикладан такт и нужан опрез, како би се избјегао утисак неоправдана надзора, али не пропуштајући спремно извијестити ово Предсједништво о свакоме евентуалном изгреду (…) Надодаје се као корисна информација да молитељи, како одају, долазе из Србије... | ” |

Задарске власти допустиле су Гецу да опрему привремено сместити у једну неугледну приземну просторију, док не заврши градњу атељеа, али су одуговлачили са издавањем дозволе за рад, док не стигну тражене информације из Беча. Убрзо је из Беча стигао исцрпан извештај о Гецовом раду, атељеу који је продао али и информације о томе да у Бечу има жену и децу, као и да му Ана није пословна партнерка већ љубавница. Такође је стигла и дојава да Ана, према старијим, непотврђеним информацијама, прима од неког свог ранијег обожаватеља месечну потпору у износу од 100 форинти. После оваквог извештаја Гец није могао отворити атеље поједностављеним поступком, већ је морао тражити нову дозволу за рад. Тада је Ана Фелдман затражила да се дозвола изда на њено име, али јој је одговорено да за њу, као страну држављанку, ова процедура траје још дуже. Ана се сложила да то ипак буде на Гецово име, али само два дана после тога поновно инсистира да дозвола мора бити на њено име, јер је наводно из Беча већ стигла картонска опрема са отиснутим логотипом Atelie fotografico di Anna Feldmann. У писму задарског окружног поглавара од 10. августа 1867. године, поред осталог је написано:
| „ | Судећи према маленом промету особа у ателијеру гђе Ане Фелдман и Карла Геца и према портрету из њихове радионице што смо га имали пригоду видјети, изгледа да су њихови радови такви да не задовољавају потпуно публику и да су без даљњега слабије каквоће од других фотографа који су радили у Задру. Што се тиче понашања гђе Фелдман у друштвено-политичкоме смислу, ништа се позитивно не може рећи што би јој било у корист; осим гласа што се шири градом да Ана Фелдман није супруга Карла Геца и да с њиме живи незаконито, не може се протумачити да су се и зашто изложили знатним трошковима око градње посебнога ателијера и зашто настављају овдје боравити, правећи слабе послове фотографским обртом, и - напосљетку - говоркања што се шире около о неким дуговима што их овдје праве, све су то чињенице што су опћенито врло лоше утјецале на однос јавнога мишљења према њима... | ” |

Намесништво је најзад, 14. октобра 1867. године донело решење да се „Ани Фелдман из Београда одобри тражена дозвола за обављање фотографске делатности“, али је истовремено сугерисало Окружном поглаварству да немају обавезу да је о томе обавесте. Чак је и додато:
| „ | Што се тиче друштвено-политичкога понашања речене Фелдман, ви и ми обратит ћемо особиту позорност када год се догоди да нам пружи основан разлог прослиједити тужбу у смислу постојећих прописа. | ” |

После овога нема више писаних докумената о овом необичном фотографском пару. Вероватно се нису дуже задржали у Задру, јер нису сачуване фотографије из њиховог атељеа.

## Крај живота
Даља судбина пустоловне Ане Фелдман није сасвим разјашњена. Крајем седамдесетих година 19. века сретана је у различитим местима Аустроугарске царевине. Према тврдњама кустоса у задарском градском музеју нема фотографија са њеним именом на полеђини. Ипак, у породичном албуму Драге Прукмајер (1907—1998), глумице некадашњег задарскога Народног казалишта, која се у Задар доселила из Вировитице, налази се фотографија из друге половине шездесетих година, са логотипом Fotografien von Anna Feldmann & Carl Götz aus Wien. Према породичном предању, фотографија је снимљена у Пожеги, што указује да је пустоловни фотографски пар из Задра отпутовао у западну Славонију. Има навода да је радила као путујући фотограф и у Сремској Митровици, а могуће је и у другим местима данашње Војводине (на шта упућују сачуване фотографије тамошњим музејима), као и у Пожаревцу (око 1878). О путујућем раду говори и чињеница да све време свог фотографског рада (чак и током рада у Београду) Ана избегава да у логотипу наведе седишта фирме свог самосталног или ортачког атељеа, односно истиче само "aus Wien" (из Беча).
Осамдесетих година 19. века, кад је имала тек око 40. година била је, према речима једног савременика, већ жена расејаног и уморног изгледа, а почетак 20. века чини се да није доживела.

## Фотографски радови Ане Фелдман
Ана Фелдман бавила се фотографским послом у Београду у исто време када и прва генерација атељејских фотографа младе српске Кнежевине (Флоријан Гантенбајн, А. Н. Стојановић, Мусил и Мирић, Панта Христић). У њеном раду може се уочити индивидуална нота која се у том периоду, током седме деценије 19. века, сасвим изгубила, потиснута комерцијализацијом. Ана Фелдман је снимала неформалне фотографије, неуштогљене позе и прва је међу српским фотографима успела да сачува живот на слици, покрет коња и јахача. Снимала је коњанике у време када колодијумски процес није пружао богзна какву осетљивост негативских плоча, па су неке фотографије биле неоштре услед покрета животиње, али упечатљиве и технички коректне. Углавном је снимала на формату посетнице, мада у београдским збиркама има и фотографија неуобичајено великог формата. У свом раду користила је мајолик и ферлауф технике, као и браон тонер. Највећи број до данас сачуваних радова Ане Фелдман може се наћи у заоставштини Феликса Каница, у Архиву Српске академије наука и уметности у Београду.